# フィアット・850
フィアット・850はフィアットが製造・販売した自動車である。

## 概要

### ベルリーナ （1964年 - 1971年）
1955年にデビューしたフィアットの代表的小型車・600の拡大版・上級版として開発された大衆車で、設計者も同じダンテ・ジアコーサであった。600のレイアウトを踏襲しつつ、ホイールベースを3cm弱延長し、エンジンを843ccにまで拡大し、出力を600の21馬力から34馬力(ノルマーレ)または37馬力(スーパー)に強化、車体後部はノッチバックとされて普通乗用車らしく見えるようになっていた。大きなヘッドライトと短いテールを特徴とするこのスタイルには独特の愛嬌もあり、1960年代を代表する小型大衆車として600同様にヒットした。600がそうであったように、アバルトなどによって、何種類ものチューニングされたスペシャルモデルが作られ、中にはDOHC1592cc150馬力エンジンを押し込め、最高速度210km/hとした「アバルトOT1600」のようなモンスターもあった。
1968年には上級版の「スペシャル」が登場、後述する850クーペの47馬力エンジン、前輪ディスクブレーキ、スポーティーなデザインのステアリングホイール、13インチのホイール・タイヤが与えられていた。
1972年、前輪駆動の127に後を譲って生産を終了した。

### クーペ （1965年 - 1971年）
1965年のジュネーヴモーターショーでデビューした。デザインはフィアット社内で、初期モデルのエンジンは843ccのまま47馬力に強化され、最高速度はベルリーナの120km/hに対して135km/hに高められていた。1968年にはエンジン排気量が903ccに拡大され、出力も52馬力となり「850スポルト・クーペ」と改称された。フロントエンドのデザインが改められ、補助ランプとV字型のエンブレムが装着された。1971年には再度マイナーチェンジが行われ、V字マークが取り外され、ヘッドライトは4灯式となった。クーペは1971年末に、一回り上級の128にクーペ版が登場するとこれに後を譲って生産終了となった。

### スパイダー （1965年 - 1973年）
クーペと同時に発表された2座席のオープンモデルで、ベルトーネ在籍時代のジョルジェット・ジウジアーロの傑作デザインのひとつとされている。843ccエンジンはシリーズ中最強の49馬力とされ、空力的な車体によって最高速度も145km/hと最速であった。車体製造もベルトーネが担当した。初期型は傾斜したヘッドライトを特徴としていた。1968年にはクーペ同様エンジン排気量が903ccに拡大されて「850スポルト・スパイダー」となったが、米国の安全基準に対応するためヘッドライトが普通の形状に改められ、初期型の美しさが大きく損なわれた。
850スパイダーはアメリカ市場で好評であったため、ベルリーナやクーペよりも長く、1973年まで製造された。後継者は128ベースのミッドシップエンジン車・X1/9であった。

### T/ファミリアーレ（1964年 - 1976年）
商業用・ワゴンとしてはキャブオーバー型の「850T」（貨物バンモデル）および「850ファミリアーレ」（乗用モデル　標準で7人乗り）が開発された。前身の600ムルティプラのような個性は乏しかったが、600の車体前半分のみを強引にキャブオーバーワゴン化したようなムルティプラと異なり、コンポーネンツを通常モデルと共用しつつも車体は完全な専用ワンボックススタイルを採用、リアのエンジンフード部より上にも後部ハッチを与えたことで、その車内容積と機能性は著しく向上された。またパワー増強により、最高速度も当初から100km/hを公称していた。1976年にエンジンが903ccに増強されて「900T」となったものの、1985年まで基本的には同じ設計のまま生産され、結局850系のシリーズ中ではもっとも長く生産されることになった。

### その他
対米輸出仕様車には、排気ガス規制が適用される下限の排気量が当時50 cubic inchesであったため、エンジンを817cc(49.8ci)として圧縮比を高めたエンジンが搭載されたため、ハイオクタンガソリンが必要であった。また、スペインのセアト社では「セアト・850」としてライセンス生産され、本国にはない4ドア版も生産された。この他、ブルガリアでもノックダウン生産された。
850シリーズの累計生産台数は220万台以上に達した。

## 日本への輸入
当時の総代理店であった西欧自動車によってセダン・クーペ・スパイダーとも相当数が輸入され、比較的手ごろな価格（100万円台前半で、当時のトヨタ・クラウンの高級モデルとほぼ同じ価格帯）であったため、日本市場でも人気を博した。